# Négone

Logo ufficiale di Négone

Négone era un gioco di realtà interattiva ed escape room creato dalla compagnia spagnola Differend Games.
La prima versione del gioco Négone venne chiamata La maquina e si trovava al Centro Comercial Nassica a Getafe, a sud di Madrid, e venne chiuso nel 2005. Questa versione viene chiamata la 1.0.
Successivamente fu creata la versione 2.0, che fu costruita a Madrid il 27 ottobre 2005, vicino allo stadio Santiago Bernabéu e venne chiamata La fuga.

## Négone La maquina
Négone "La maquina" venne realizzato nel 2003 da Differend Games all'interno del Centro Comercial Nassica a Getafe. La prima versione del gioco prevedeva il superamento di 5 livelli su una superficie di gioco grande quasi 2 km. La struttura era a forma di labirinto. La durata del gioco poteva variare da 30 minuti a 1 ora e 15 minuti circa.

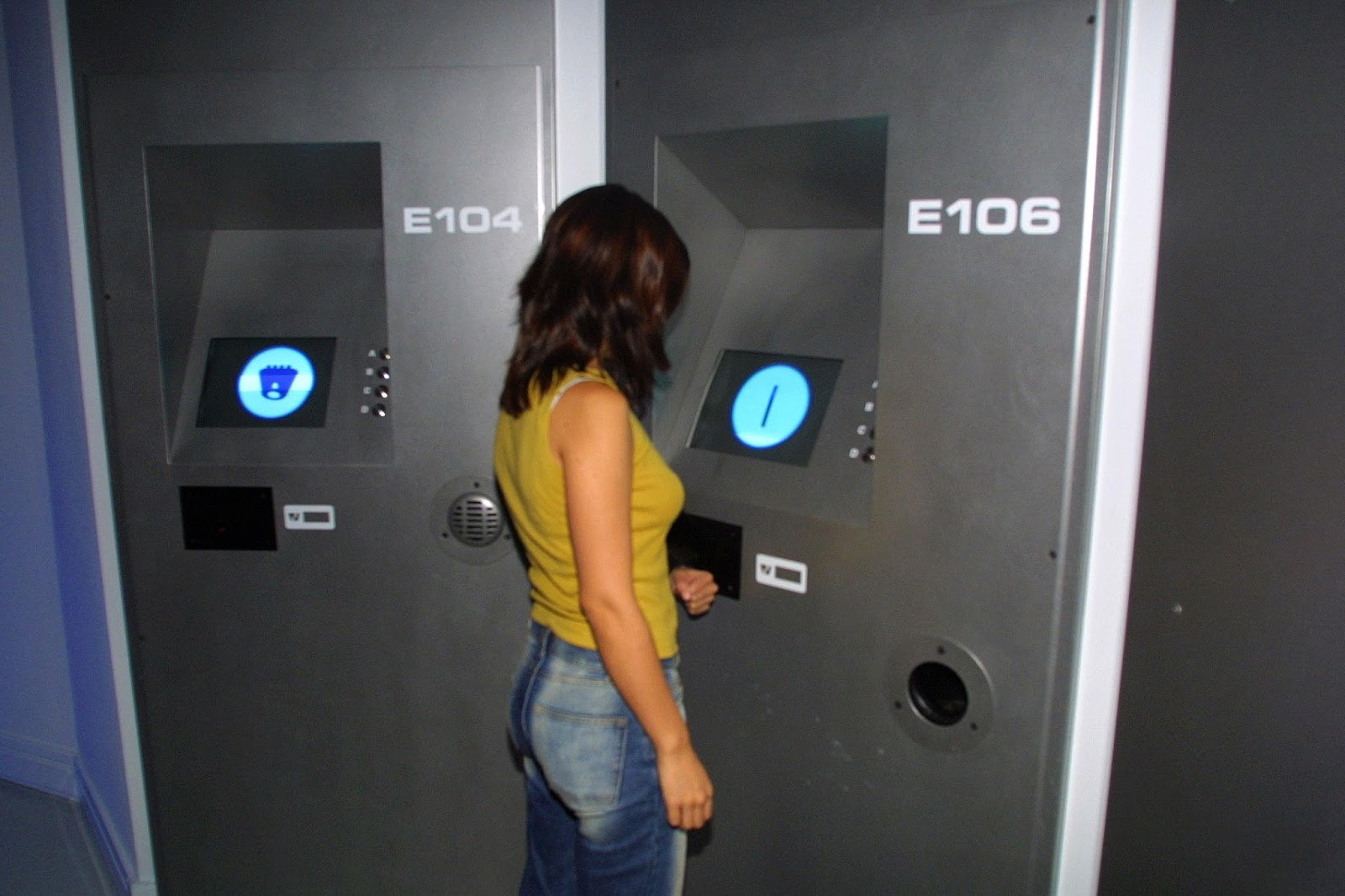
Una giocatrice davanti a un terminale seleziona una risposta in Négone "La Máquina"

Le maggior parte delle prove venivano svolte su schermi. Per superare le prove era necessario rispondere correttamente a quesiti di natura visiva, olfattiva e tattile; erano previste anche delle prove di natura fisica. La struttura a labirinto era simile ad una casa per gli specchi, con porte che si aprivano e chiudevano automaticamente e numerosi effetti speciali.

## Négone La fuga
Il gioco ha più di 20 stanze/scene, che replicano una prigione futuristica del XXXI secolo, chiamata Mazzinia. Negone "La Fuga" era grande 4000m2. Le stanze creano una grande atmosfera con la loro estetica, il gioco di luci e gli effetti sonori, riuscendo a fare immergere il giocatore nel gioco a pieno.

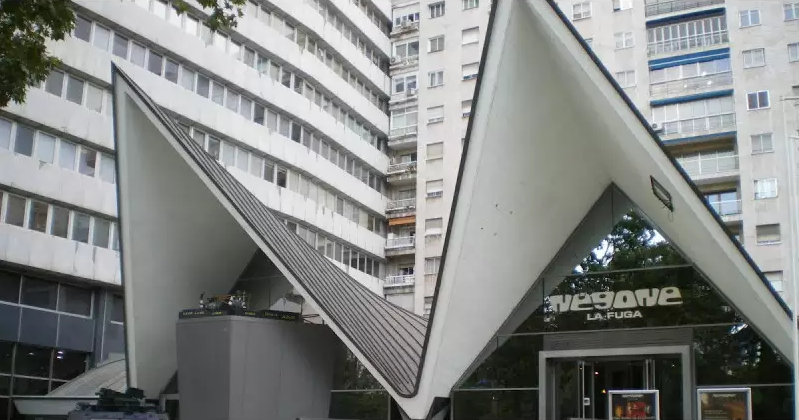
Facciata esterna di Négone: La Fuga

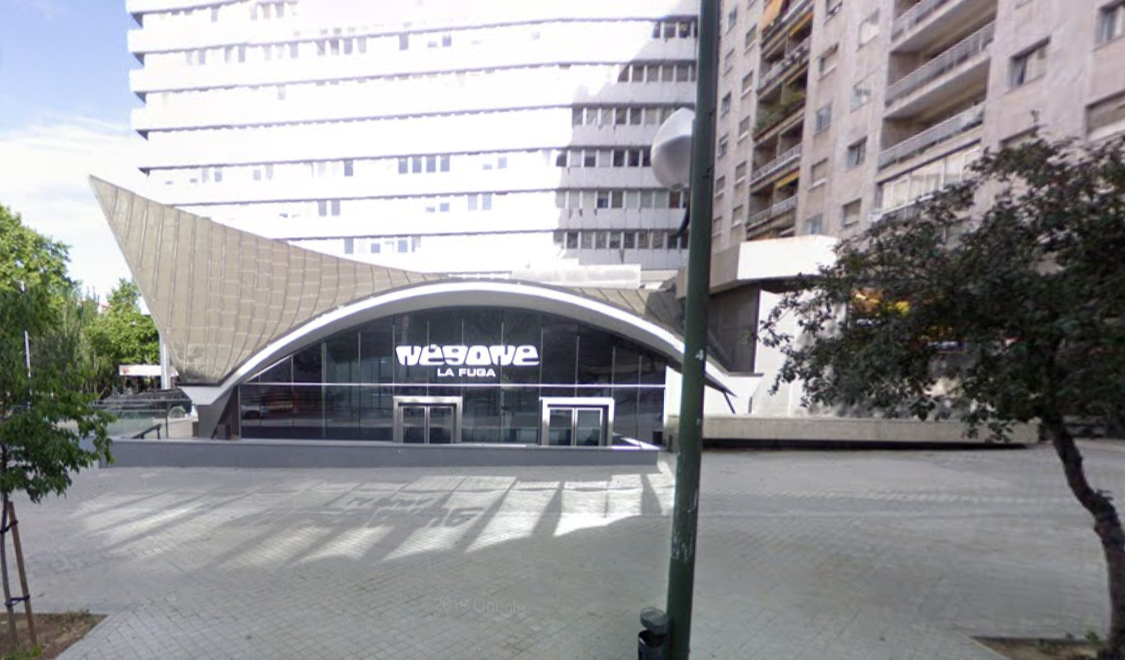
Facciata esterna laterale di Négone: La Fuga

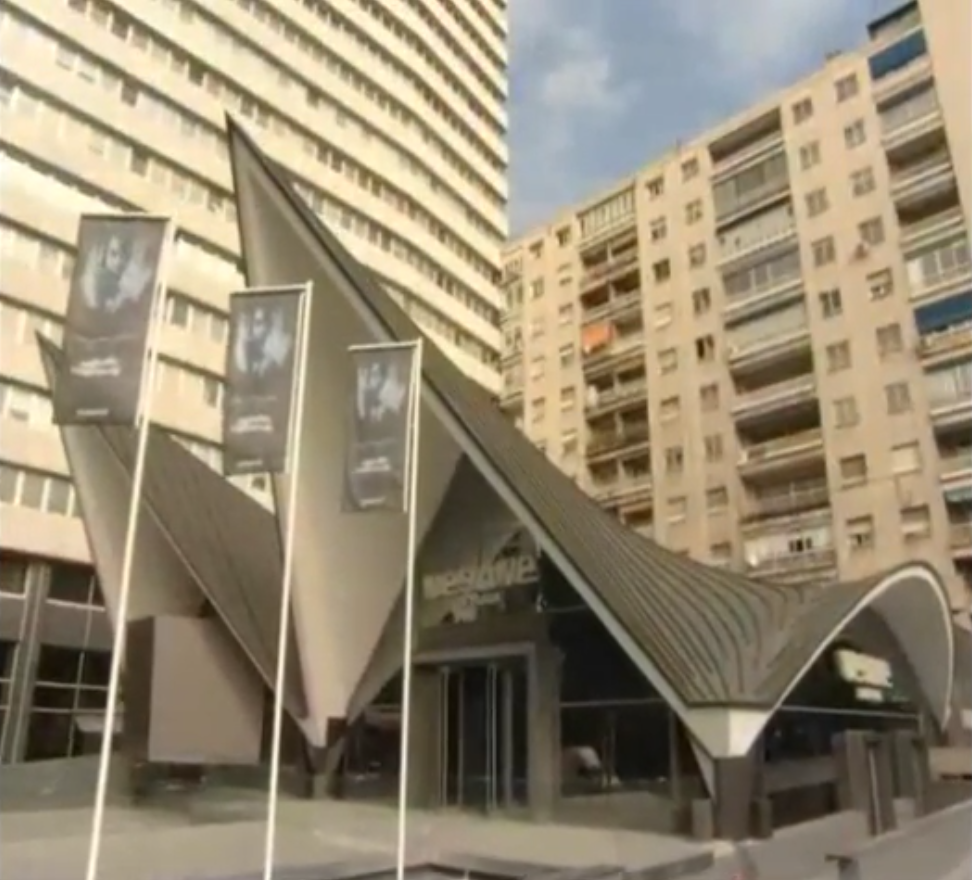
Facciata esterna diagonale (con bandiere) di Negone: La Fuga

Negone La fuga venne utilizzato per ospitare eventi aziendali, cerimonie di premiazione, tornei live e feste.

### L'ambientazione di La fuga
La storia porta il giocatore nel XXXI secolo. È tenuto prigioniero nella prigione più sicura del mondo, e il suo scopo è scappare. In questo periodo un'istituzione globale controlla la Terra intera, usando sofisticati meccanismi di controllo per dominare l'umanità. Chiunque venga sospettato di pensiero indipendente viene arrestato. Mazzinia è la prigione in cui massima sicurezza e tecnologia controllano tutto.

### Il gioco
Prima di entrare nel gioco, ogni giocatore riceve all'entrata un piccolo computer da polso e una tessera personale. Il computer permette di interagire con l'ambiente circostante. Consente anche di memorizzare informazioni riguardo alle azioni dell'utente usando RFID e tecnologie agli infrarossi. Usando la tessera personale, il giocatore carica di volta in volta i dati delle sue partite precedenti nel computer da polso, come i punteggi delle precedenti sessioni ecc.
L'esperienza si svolge in un ambiente al chiuso in stanze a tema. Il giocatore deve proseguire attraverso le stanze, interagendo con l'ambiente per raggiungere gli obiettivi di gioco. Questo viene fatto dal giocatore superando prove fisiche e risolvendo rompicapi, guadagnando punti proseguendo la missione.
Iniziando da un gruppo di celle, il giocatore si dovrà fare strada nei condotti dei rifiuti, aree di servizio e stanze di decontaminazione per raggiungere aree vietate come i laboratori, l'arsenale (pieno di raggi laser da schivare) e tante altre.
Tutte le prove richiedono concentrazione, immaginazione e talento, e una velocità di reazione visto che il tempo a disposizione è limitato. Nella partita i giocatori verranno aiutati da un gruppo di ribelli chiamato Commando Mazzinia Libera, che vi aiuterà dall'esterno. Seguendo le loro indicazioni avranno qualche possibilità in più di scappare.
L'utente poteva continuare a giocare anche via internet o con il telefono cellulare attraverso l'applicazione online del gioco.

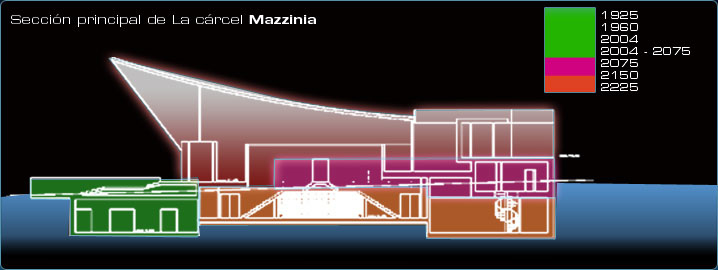
Sezione principale di Mazzinia divisa per anni di costruzione

## Staff
Al progetto Négone lavorarono numerosi professionisti del settore audiovisivo, architettonico, e logistico-organizzativo.
Un'idea originale di: Jorge Juan García Alonso, Silvia García Alonso, Maximiliano Herren y Roberto Enríquez
Una produzione di: NEINVER, Javier Tallada, Silvia Juan García Alonso, Jorge Juan García Alonso, TORCA, NERGON PROJECTS, INFONETWORKS, Oscar Macarrón
Diretto da: Silvia García Alonso e Jorge Juan García Alonso
Architetto: Fernando Tornavacas
Direttore artistico: Oscar Macarrón
Grafica: Maximiliano Herren
Sceneggiatori: Roberto Enríquez, Javier Quesada
Direttore tecnico Differend Games: José Antonio Corbelle
Costruzione: TORCA
Reparto tecnico: NERGON PROJECTS
Direttore sviluppo tecnologico: Jesús Sánchez
Effetti speciali: EFE-X, Raúl Romanillos, Pau Costa
Assistente del suono: Jorge Grimaldos
Studio di registrazione: EXA
Direttore produzione suono: Enrique Gutiérrez
Direttore del doppiaggio: Rosa Sánchez
Effetti di sala: Mario López e Paco Pérez
Montaggio: J. Javier, S. Salso e Pedro Ruiz
Doppiatori: Eduardo del Hoyo, Roberto Encinas, Sara Vivas, Lucía Esteban, Raquel Cubillo, Paloma Escola, Luis Porcar, Matilde Conesa, Carlos del Pino, Vicky Angulo, Juan López Cruz
Olografie: MUSION, Uwe Maass
Disegni 3D: Manuel Segades
Illustrazioni: Carlos Reano
Figurinista: Tatiana Hernández
Produzione di essenze: Darío Sirerol
Mezzi audiovisivi: TECLUMEN
Luci: AÑOS LUZ
Ristorazione: LEPANTO CATERING
Controllo finanziario: Fátima Murillo, Sofía Fernández-Heredia
Consulenza legale: Rosa Medina, Carlos Medina
Consulenza brevetti: HERRERO ASOCIADOS
Consulenza del lavoro: FUENTENEBRO
Sovvenzioni: DATASUB
Consulenza di telefonia mobile: THE COCKTAIL
Studio di ingenieria: ICA
Consulenti per la sicurezza: ASES
Vendite dei biglietti: El Corte Inglés

## Epilogo
Dopo il successo riscontrato sia con "La Maquina" che con "La Fuga" il CEO di Négone, Jorge Juan García Alonso, prevedeva un'espansione oltreoceano, a partire dall'apertura di un nuovo centro Négone a Manhattan.
Ma causa della grande recessione che in quegli anni colpì anche l'Europa, i proprietari di Négone sono stati costretti a terminare l'attività il 10 maggio 2009.

## Fumetto
Escape from Mazzinia è una serie di fumetti di fantascienza ambientati nel mondo di Négone: La fuga. La serie è composta da un totale di 4 numeri acquistabili in copia cartacea all'interno di Négone oppure nei negozi di fumetti Generaciòn X. Nel sito ufficiale di Négone era possibile scaricare la versione digitale del fumetto, oppure ordinarne direttamente una copia fisica a casa.
Nell'anno 3026, l'umanità è stata colpita da grandi terremoti che hanno distrutto la terra. Dopo lunghi anni di conflitti, gli esseri umani sono stati confinati in città-stato, piccole sacche in cui sopravvive la maggior parte della popolazione. Una di queste si chiama Negone, la più avanzata e prospera di tutte. In Negone c'è un regime totalitario e autoritario che ha imposto la legge del controllo, dove è un crimine pensare, sentire o dubitare dei suoi governanti. Nessuno può sfuggire alla ferrea morsa del regime e chi ci prova viene spedito nel carcere di sicurezza di Mazzinia, noto come la "prigione dell'ordine". Nessuno è mai riuscito a uscirne. Hitomi San un tempo era un membro dell'esercito d'élite di Negone, un soldato coraggioso addestrato a non mettere in discussione gli ordini, ma un evento cambia la sua vita e viene costretta a entrare dentro Mazzinia.
Il Commando Libero di Mazzinia ha già contattato Hitomi e le ha affidato una missione tremendamente pericolosa: ottenere le credenziali iridiscopiche di tutti i prigionieri, consentendole di organizzare un'evasione di massa. Per farlo, però, dovrà superare le guardie di Mazzinia e avere a che fare con il misterioso Vegas, un pericoloso detenuto che sembra essere ben inserito nella prigione. Ma tutto inizierà a complicarsi quando gli scienziati di Mazzinia riusciranno a completare l'esperimento "Uomo d'Argilla", opera suprema del regime che domina Negone.